# Álvaro Barreal
Álvaro Barreal (Buenos Aires, 2000. augusztus 17. –) argentin korosztályos válogatott labdarúgó, a brazil Santos játékosa kölcsönben az amerikai Cincinnati csapatától.

## Pályafutása

### Klubcsapatokban
Barreal Argentína fővárosában, Buenos Airesben született. Az ifjúsági pályafutását a Vélez Sarsfield akadémiájánál kezdte.
2018-ban mutatkozott be a Vélez Sarsfield első osztályban szereplő felnőtt keretében. 2020. szeptember 2-án szerződést kötött az észak-amerikai első osztályban érdekelt Cincinnati együttesével. Először a 2020. október 8-ai, Philadelphia Union ellen 3–0-ra elvesztett mérkőzés 62. percében, Frankie Amaya cseréjeként lépett pályára. Első gólját 2021. május 16-án, az Inter Miami ellen hazai pályán 3–2-es vereséggel zárult találkozón szerezte meg. A 2024-es szezonban a brazil Cruzeiro, míg a 2025-ösben a Santos csapatánál szerepelt kölcsönben.

### A válogatottban
Barreal 2018-ban tagja volt az argentin U20-as válogatottnak.

## Statisztikák
2023. június 25. szerint
| Klub       | Szezon   | Osztály  | Bajnokság | Bajnokság | Kupa  | Kupa | Nemzetközi | Nemzetközi | Összesen | Összesen |
| Klub       | Szezon   | Osztály  | Meccs     | Gól       | Meccs | Gól  | Meccs      | Gól        | Meccs    | Gól      |
| ---------- | -------- | -------- | --------- | --------- | ----- | ---- | ---------- | ---------- | -------- | -------- |
| Cincinnati | 2020     | MLS      | 5         | 0         | 0     | 0    | —          | —          | 5        | 0        |
| Cincinnati | 2021     | MLS      | 33        | 3         | 0     | 0    | —          | —          | 33       | 3        |
| Cincinnati | 2022     | MLS      | 34        | 5         | 2     | 3    | 1          | 0          | 37       | 8        |
| Cincinnati | 2023     | MLS      | 19        | 2         | 4     | 1    | —          | —          | 23       | 3        |
| Összesen   | Összesen | Összesen | 91        | 10        | 6     | 4    | 1          | 0          | 98       | 14       |

## Sikerei, díjai
Cincinnati
- MLS
  - Alapszakasz győztes (1): 2023

 Cruzeiro
- Copa Sudamericana
  - Ezüstérmes (1): 2024

Egyéni
- MLS All-Stars: 2023